# 田儒斌
田儒斌（1965年10月—），湖南凤凰人。男，土家族。加入中国共产党。吉首大学政治专业毕业，大专学历。
担任湖南老爹农业科技开发股份有限公司董事长。
2008年，当选第十一届全国人民代表大会湖南地区代表。2013年，当选第十二届全国人民代表大会湖南地区代表。